# Jadgar Sadykowna Nasriddinowa
Jadgar Sadykowna Nasriddinowa (russisch Ядгар Садыковна Насриддинова; usbekisch Yodgor Nasriddinova; * 26. Dezember 1920 in Kokand, damals Autonome Sozialistische Sowjetrepublik Turkestan, heute Usbekistan; † 7. April 2006 in Moskau) war eine sowjetische Politikerin aus der Usbekischen Sozialistischen Sowjetrepublik.

## Leben
Nasriddinowa wuchs zunächst als Halbwaise auf und wurde nach der erneuten Eheschließung ihrer jungen Mutter in Pflegefamilien gegeben. Nachdem sie mit elf Jahren in ein Internat gegeben worden war, wurde ihr eine weitere Schulausbildung ermöglicht. Später studierte sie von 1936 bis 1941 Ingenieurwissenschaften mit dem Schwerpunkt Eisenbahnbau am Institut für Eisenbahningenieure in Taschkent (Toshkent Temir Yoʻl Muhandislari Instituti). Nachdem sie ihr Examen mit Auszeichnung ablegte, arbeitete sie als Eisenbahningenieurin und war schon bald Projektleiterin für den Bau von Eisenbahnstrecken in Kattaqoʻrgʻon sowie in Angren. Während ihrer Tätigkeit als Ingenieurin befasste sie sich jedoch nicht nur mit dem Bau von Eisenbahnstrecken, sondern auch mit dem Bau von Bahnhöfen, Brücken, Industrieanlagen, aber auch von Kulturbauten und Sportanlagen.
1942 wurde sie Mitglied der Kommunistischen Partei der Sowjetunion (KPdSU) und zunächst Sekretärin und dann 1946 Zweite Sekretärin der kommunistischen Jugendorganisation Komsomol in der Oblast Taschkent sowie 1948 Erste Sekretärin des Komsomol in der Usbekischen SSR. Im Oktober 1950 erfolgte ihre Ernennung zur Zweiten Sekretärin der KP in Taschkent.
Im Mai 1955 wurde sie Ministerin für die Baustoffindustrie der Usbekischen SSR und darüber hinaus im Februar 1955 Stellvertretende Vorsitzende des Ministerrates. Daneben war von 1956 bis 1976 Mitglied des Zentralkomitees (ZK) der KPdSU. Zwischen 1958 und 1979 war sie außerdem Deputierte des Obersten Sowjet.
Am 24. März 1959 wurde sie als Nachfolgerin von Scharaf Raschidow Vorsitzende des Obersten Sowjets der Usbekischen SSR und damit Präsidentin der Unionsrepublik. Dieses Amt behielt sie bis zum 25. September 1970.
Im Juli 1970 wurde sie als Nachfolgerin von Justas Paleckis und als erste Frau Vorsitzende des Nationalitätensowjets, der Vertretung der Unionsrepubliken im Obersten Sowjet der UdSSR. Dieses Amt bekleidete sie bis 1974.
Nach ihrem Ausscheiden aus diesem Amt wurde sie 1. Stellvertretende Ministerin für Baumaterialindustrie der UdSSR sowie Vorsitzende des Solidaritätskomitees mit Asien und Afrika und ging 1978 in den Ruhestand.
Für ihre Verdienste wurde Nasriddinowa mehrfach ausgezeichnet und erhielt unter anderem viermal den Leninorden, den Orden der Oktoberrevolution sowie zweimal den Orden des Roten Banners der Arbeit.
In seinem Buch Auf dem Drahtseil wurde sie von Rainer Barzel wie folgt beschrieben:

„Wie eine kräftige Pantherkatze wirkte diese bemerkenswerte Frau aus dem asiatischen Süden Rußlands … Ich saß ihr gegenüber und genoß es, ihre wildfunkelnden Augen und ihre geschmeidige Gestik anzuschauen. Ich sprach bewußt leise und liebenswürdig und vergaß wohl kein artiges Kompliment. Von einer Sekunde zur anderen wandelte sie sich: Die eben noch harte Stimme wurde weich und leise; plötzlich konnte sie lachen und scherzen – eine geballte Ladung Liebenswürdigkeit blitzte nun auf. Charme auf sanften Pfoten.“

Sie wurde auf dem Kunzewoer Friedhof beigesetzt.